# Rogier I van Sicilië

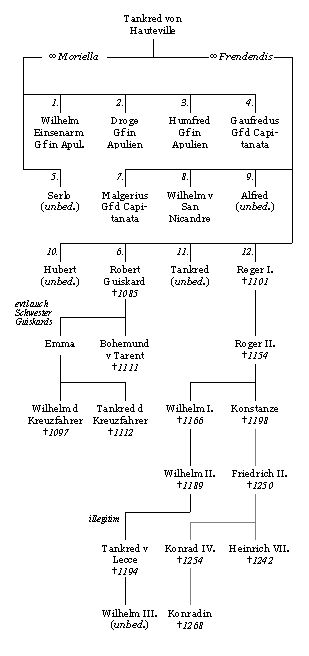
Tankret Hauteville nakomelingen

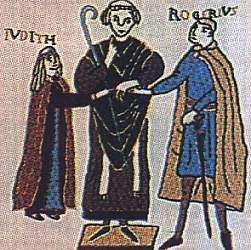
Huwelijk van Roger I en Judith d'Evreux

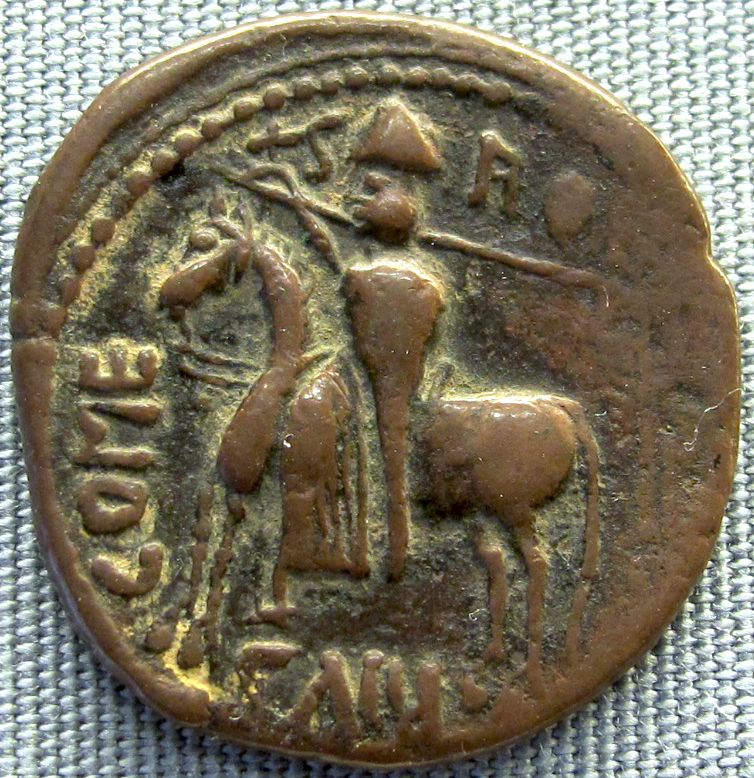
Rogier I op een trifollaris (geslagen in Mileto tussen 1072 en 1101)

Rogier I van Sicilië (1031 - Mileto, 22 juni 1101), geboren als Rogier van Hauteville was de twaalfde zoon van Tancred van Hauteville en zijn tweede echtgenote Fredesende (van Normandië). Hij was de eerste graaf van Sicilië uit het Normandische huis Hauteville.

## Geschiedenis
Rogier was de twaalfde zoon van Tancred van Hauteville, uit een Normandisch geslacht van lage adel. Omdat hij voor geen enkele erfopvolging in aanmerking kwam volgde hij in 1055 zijn oudere broers die in Zuid-Italië fortuin maakten.
Rogier kwam op verzoek van zijn broer Robert Guiscard naar Calabrië en ze richtten zich samen op Sicilië, dat ze tussen 1061 en 1091 op de Arabieren veroverden. Kort daarna beleende zijn broer hem met Sicilie als graafschap, waarmee hij de eerste graaf van het graafschap Sicilië werd.
Als leenman van zijn broer, noemde hij zich graaf van Sicilië en Calabrië en steunde hem in zijn krijgstochten tegen Venetië en het Byzantijnse Rijk. Rogier werd pauselijk vazal en noemde zich sinds 1096 grootgraaf van Sicilië. Na de dood van Robert Guiscard verschoof het politieke zwaartepunt van de familie van Apulië naar Sicilië. Alhoewel hij de Eerste Kruistocht steunde, nam hij er zelf geen deel aan.
Voor de Normandische verovering waren de Arabische munten, de gouddinar en de zilveren dirhem in gebruik in de eenheden van een kwartdinar en de kharruba. In 1085 hervormde hij het muntsysteem en voerde de keizerlijke munten in, de zogenaamde tari en follares. Na zijn dood zou zijn zoon Roger II de keizerlijke munten afschaffen.
Hij stierf in 1101 een natuurlijke dood en werd bijgezet in de benedictijner abdij van Mileto, die hij zelf had gesticht en bestemd was als familiegraf. Zijn echtgenote Adelheid liet hem begraven in een Romeinse marmeren sarcofaag met een baldakijn erboven van rood porfier. Dit type grafmonument was voorbehouden aan de Byzantijnse keizers. Zijn zoon werd eveneens begraven in een soortgelijk monument.

### Opvolging
Uit zijn derde huwelijk met Adelheid del Vasto van Savona had hij twee zonen die hem beiden opvolgden. De oudste Simon van 1101 tot aan zijn overlijden in 1105. Na het overlijden van Simon zijn jongste zoon Rogier II. Zijn derde echtgenote wist zijn zonen uit zijn eerdere huwelijken van erfopvolging uit te sluiten. Daar haar beide zonen minderjarig waren zou Adelheid samen met de dienaren van haar echtgenoot tot 1113 als regentes het gezag voeren.

## Huwelijken en kinderen
Rogier was drie maal gehuwd uit welke huwelijken bij zijn overlijden nog zestien dochters leefden. Daarnaast zijn vier bastaardkinderen van hem bekend.

#### Eerste huwelijk
In 1061 was Rogier gehuwd met Judith van Évreux (-1076), zijn nicht, dochter van graaf Willem II van Évreux. Uit dit huwelijk leefden bij zijn overlijden nog vier dochters.
- Flandina, die tweemaal huwde: eerst met Hugo van Gircea en na diens dood met Enrico del Vasto
- Mathilde, gehuwd met Raymond IV van Toulouse (1042-1105)
- Adelissa, die huwde met graaf Hendrik van Monte San Angelo (-1110)
- Emma (-1120), die huwde met Willem VI van Auvergne en in 1087 met Rudolf van Montescaglioso

#### Tweede huwelijk
In 1077 was hij gehuwd met Eremburga van Mortain (-1087), zijn nicht, dochter van Willem van Mortain. Uit dit huwelijk zes kinderen bekend zijn:.
- Malgerius, graaf van Troina
- Mathilde, gehuwd met graaf Robert I van Eu (-1093)
- Muriella, die huwde met Josbert van Lucy
- Constance, in 1095 gehuwd met Koenraad van Franken (1074-1101)
- Felicia, gehuwd met koning Koloman van Hongarije (1065-1116)
- Violante, gehuwd met Robert, zoon van Robert I van Bourgondië
- Flandina, gravin van Paterno, gehuwd met markgraaf Hendrik van Savona
- Judith van Hauteville, ook genoemd Judith van Sicilië, circa 1110 gehuwd met Robert I van Bassavilla, de latere graaf van Conversano

#### Derde huwelijk
In 1087 was hij gehuwd met Adelheid del Vasto van Savona (1072-1118), dochter van markgraaf Manfred van Savona, (huwde later met Boudewijn I van Jeruzalem). Uit dit derde huwelijk zijn vier kinderen bekend. 
- Simon (1093-1105)
- Mathilde, die huwde met graaf Rainulf van Alife (-1139)
- Rogier II (1095-1154)
- Maximilla, die huwde met Hildebrand VI, Aldobrandeschi (-1137)

#### Bastaardkinderen
Naast de wettigde kinderen van Willem zijn vier bastaardkinderen bekend.
- Godfried, graaf van Ragusa
- Jordaan (-1092), graaf van Syracuse en Noto
- Godfried de Uitzinnige
- Mathilde, die huwde met hertog Ainulf van Apulië